# Grundsunds församling
Grundsunds församling var en församling i Göteborgs stift i nuvarande Lysekils kommun. Församlingen uppgick 1 maj 1888 i Skaftö församling.

## Administrativ historik
Församlingen bildades 1798 som ett kapellag i Morlanda församling.
Församlingen ingick till 1 maj 1888 i pastoratet Morlanda, Mollösund, Fiskebäckskil, Käringön, Grundsund och Gullholmen. Församlingen uppgick 1 maj 1888 i Skaftö församling.

## Kyrkobyggnader
- Grundsunds kyrka

### Fotnoter
1. ↑  ”Förteckning (Sveriges församlingar genom tiderna)”. Skatteverket. 1989. http://www.skatteverket.se/privat/folkbokforing/omfolkbokforing/folkbokforingigaridag/sverigesforsamlingargenomtiderna/forteckning.4.18e1b10334ebe8bc80003999.html. Läst 17 december 2013.